# 袋翼蝠屬
袋翼蝠屬（学名：Cormura），哺乳綱、翼手目、鞘尾蝠科的一屬哺乳動物。

## 下属物种
本属包括以下物种：
- 袋翼蝠 Cormura brevirostris Wagner, 1843，球尾囊翼蝠